# Reinier van der Aart
Reinier van der Aart (Sassenheim, 9 maart 1975) is een Nederlands fotograaf.
Van der Aart is voornamelijk bekend van zijn portretten van Paul Verhoeven, Anton Corbijn en Jan Taminiau, maar ook van Damien Hirst, John Cale en Dannii Minogue.
Het werk van Van der Aart is gepubliceerd in onder meer L'Officiel (Rusland), i-D (Verenigd Koninkrijk) en La Vie en Rose (Nederland). Daarnaast werkt hij voor onder meer Jan Taminiau, Amsterdam International Fashion Week, Absolut Vodka en Veuve Clicquot.